# Mike Oxley
Michael Garver Oxley, detto Mike (Findlay, 11 febbraio 1944 – McLean, 1º gennaio 2016), è stato un politico statunitense, membro della Camera dei Rappresentanti per lo stato dell'Ohio dal 1981 al 2007.

## Biografia
Laureato all'Università statale dell'Ohio, Oxley lavorò per alcuni anni nell'FBI e dopo aver aderito al Partito Repubblicano venne eletto alla Camera dei Rappresentanti dell'Ohio.
Dopo la morte del deputato in carica Tennyson Guyer, Oxley si candidò per prendere il suo posto alla Camera dei Rappresentanti nazionale e vinse le elezioni. Negli anni successivi fu riconfermato dagli elettori per altri dodici mandati.
Durante la permanenza al Congresso, Oxley si occupò di problemi legati all'economia e nel 2002 insieme al senatore democratico Paul Sarbanes progettò il Sarbanes-Oxley Act, una legge federale emanata dal governo Bush.
Nel 2007 Oxley non si ricandidò per un ulteriore mandato da deputato e il suo seggio venne conquistato dal compagno di partito Jim Jordan.
Dopo aver abbandonato la vita politica, Oxley è divenuto lobbista per il NASDAQ.